# Лиепая (баскетбольный клуб)
«Лиепая» (латыш. BK Liepājas lauvas) — латвийский баскетбольный клуб, представляющий Лиепаю. Основан в 1992 г. Ранее команда называлась «Лиепаяс Металургс», «БК Балтика/Кайя», «БК Лиепая» и «Ливу алус/Лиепая», «Лиепаяс Лаувас» («Лиепайские львы»). Высшим достижением команды является 2-е (1997 г.) и 3-е (2000 г.) места в чемпионате Латвии.

## Результаты выступлений в чемпионате Латвии
| - 1992 — 8 - 1993 — 8 - 1994 — 11 - 1995 — 9 - 1996 — 7 - 1997 — 2 | - 1998 — 5 - 1999 — 5 - 2000 — 3 - 2001 — 4 - 2002 — 7 - 2003 — 4 | - 2004 — 5 - 2005 — 5 - 2006 — 6 - 2007 — 4 - 2008 — 6 - 2009 — 6 |

## Результаты выступлений в Балтийской баскетбольной лиге
- 2005 — 15 (3-е место в группе А 2-го дивизиона и выход в плей-офф, поражение в четвертьфинале 2-го дивизиона)
- 2006 — 13 (13-е в едином дивизионе)
- 2008 — 14 (поражение в полуфинале Кубка вызова, то есть 4-е место в Кубке вызова)
- 2009 — 18 (2-е место в группе D Кубка вызова, то есть 8-е место в регулярном чемпионате Кубка вызова, затем поражение в четвертьфинале Кубка вызова)